# Docirava flavilinata
Docirava flavilinata là một loài bướm đêm trong họ Geometridae.